# ポイントハウス

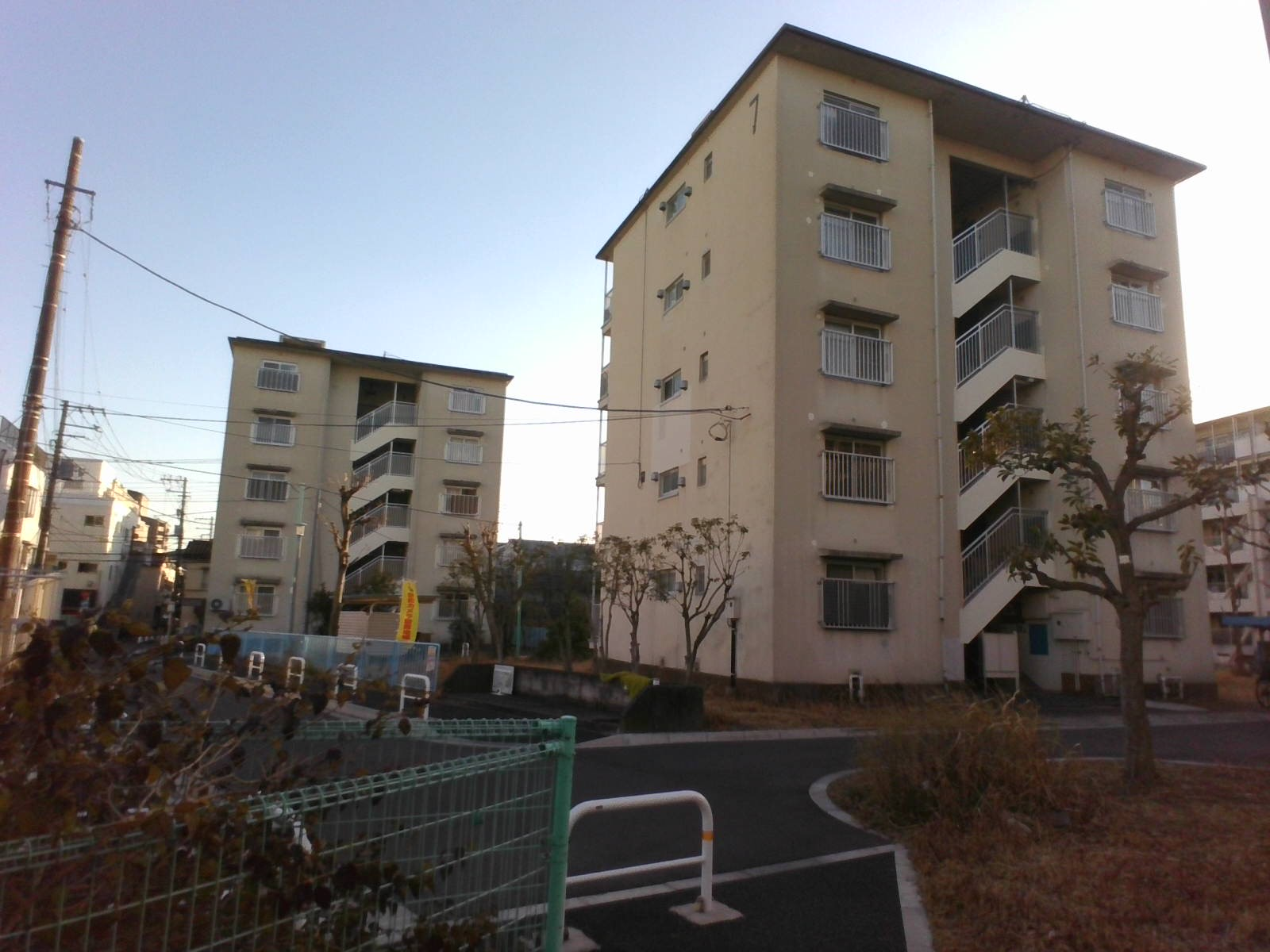
ボックス型(都営大島八丁目アパート)

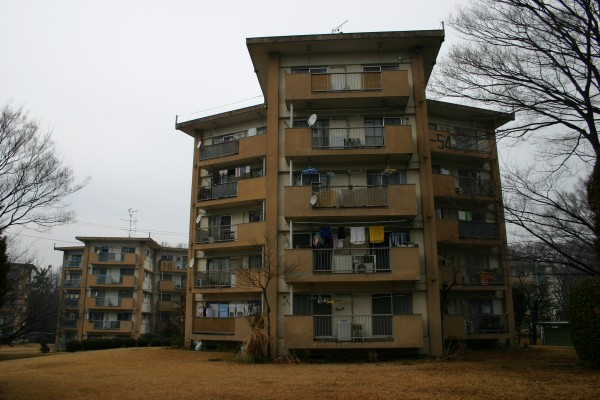
スター型(常盤平団地)

ポイントハウスとは、住宅団地において塔状の形状を有する住棟の一形態である。

## 概要
中層フラットなど、長方形の平面形状を有する板状住棟に対し、長方形やY字型など点状の平面形状を有する住棟をポイントハウスと呼ぶ。住宅団地における配棟設計にあたり、一般的な板状住棟で対応できない斜面地や残余地を埋めるとともに、単調になりがちな団地特有の景観にアクセントを与える効果を期待して設計された。昭和30年代を中心に、日本住宅公団の団地のほか日本電信電話公社の職員寮や公営住宅において数多く採用された。昭和30年代中頃まで、公団住宅として採用されるポイントハウスはスター型（スターハウス）が主流であったが、高根台団地（昭和36年管理開始）以降、四角い形状のボックス型が主流となった。昭和44年には、高層のポイントハウスが導入され、中層のものは建設されなくなっていった。
その他のポイントハウスとして、日本住宅公団名古屋支所のL字型や大阪府営住宅のT字型などがある。